# Liste der Biografien/Wit
Liste der Biografien |
Portal Biografien |
Personensuche
# |
A |
B |
C |
D |
E |
F |
G |
H |
I |
J |
K |
L |
M |
N |
O |
P |
Q |
R |
S |
T |
U |
V |
W |
X |
Y |
Z |
?
 
Wa |
Wc |
Wd |
We |
Wh |
Wi |
Wj |
Wl |
Wn |
Wo |
Wr |
Ws |
Wt |
Wu |
Ww |
Wy |
Wz
 
Wia |
Wib |
Wic |
Wid |
Wie |
Wif |
Wig |
Wih |
Wii |
Wij |
Wik |
Wil |
Wim |
Win |
Wio |
Wip |
Wir |
Wis |
Wit |
Wiv |
Wiw |
Wix |
Wiz
 
Wita |
Witb |
Witc |
Witd |
Wite |
Witg |
With |
Witi |
Witj |
Witk |
Witl |
Witm |
Witn |
Wito |
Witp |
Witr |
Wits |
Witt |
Witu |
Witv |
Witw |
Witz
Die Liste der Biografien führt alle Personen auf, die in der deutschsprachigen Wikipedia einen Artikel haben. Dieses ist eine Teilliste mit 21 Einträgen von Personen, deren Namen mit den Buchstaben „Wit“ beginnt.

## Wit
- Wit Guzmán, Santiago de (* 1964), spanischer Geistlicher, römisch-katholischer Erzbischof und Diplomat des Heiligen Stuhls
- Wit von Dörring, Ferdinand Johannes (1799–1863), deutscher Autor, Politiker
- Wit, Adinda de, niederländische Teilchenphysikerin
- Wit, Antoni (* 1944), polnischer Dirigent
- Wit, Bernard de (* 1945), niederländischer Physiker
- Wit, Cornelius de (1922–2002), niederländischer römisch-katholischer Ordensgeistlicher, Prälat von San Jose de Antique und Generaloberer der Mill-Hill-Missionare
- Wit, Dani de (* 1998), niederländischer Fußballspieler
- Wit, Dirk de (* 1971), deutscher Fußballspieler
- Wit, Frank de (* 1996), niederländischer Judoka
- Wit, Frederik de (1610–1698), niederländischer Verleger, Kupferstecher und Kartograph
- Wit, Frederik de (1630–1706), niederländischer Verleger
- Wit, Gijsbertus Willem de (1926–2018), niederländischer Münzsammler
- Wit, Hans de (* 1950), niederländischer Pädagoge und Leiter im Hochschulwesen
- Wit, Herman de (1932–1995), niederländischer Jazzmusiker (Tenorsaxophon)
- Wit, Karina de (* 1976), niederländische Badmintonspielerin
- Wit, Klaas (1936–2020), niederländischer Jazz- und Unterhaltungsmusiker (Trompete, Flügelhorn)
- Wit, Maarten de (1883–1965), niederländischer Segler
- Wit, Paul de (1852–1925), deutscher Verleger und Musikinstrumentensammler
- Wit, Pierre De (* 1987), deutscher FußballspielerPierre De Wit (* 1987)

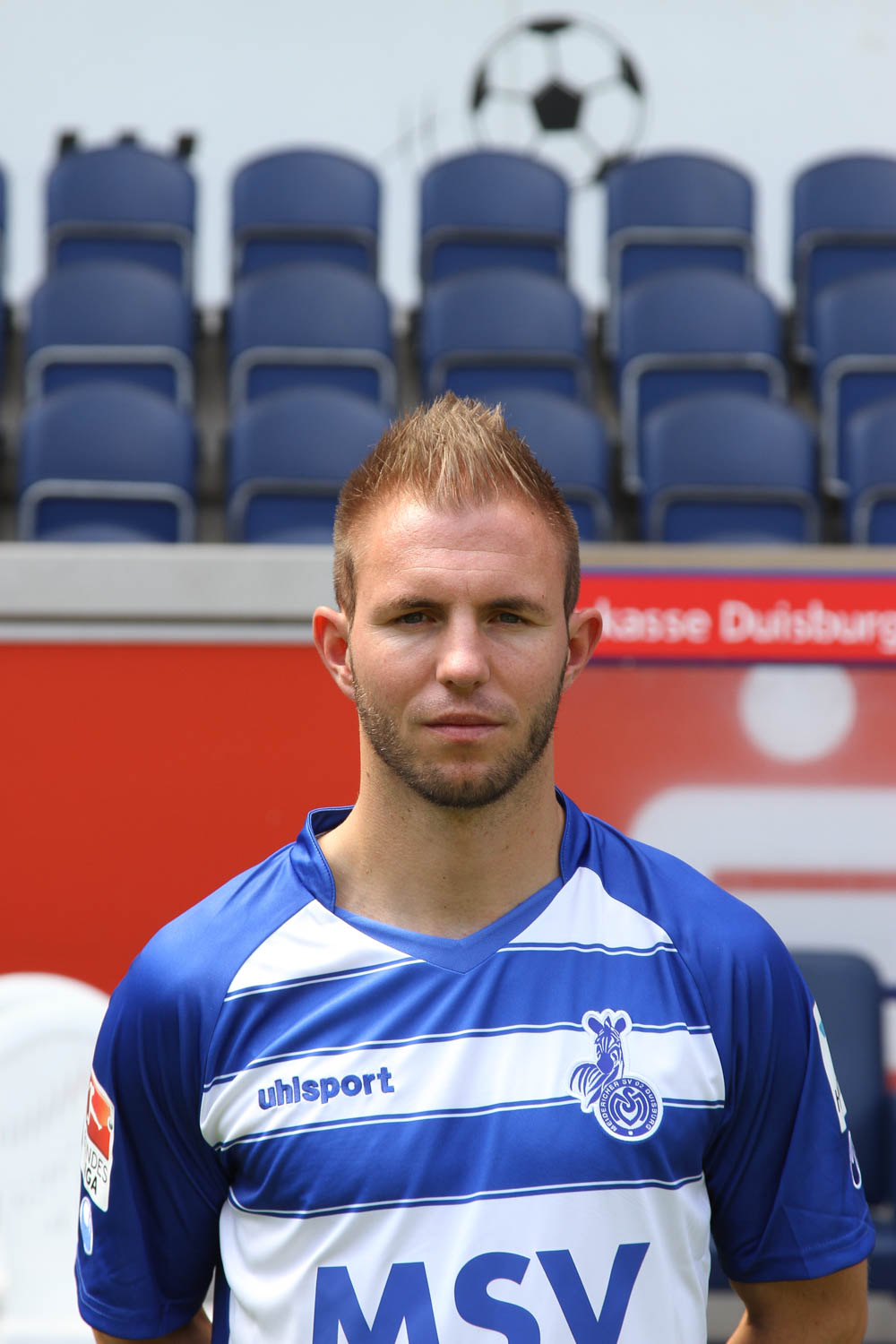
Pierre De Wit (* 1987)

- Wit, Piet de (* 1946), niederländischer Radrennfahrer
- Wit, Roel de (1927–2012), niederländischer Politiker (PvdA)